# سامانه تغییرناپذیر با زمان
سامانه تغییرناپذیر با زمان یا سامانه نامتغییر با زمان یا سامانه زمان‌ناوَردا به سامانه‌ای گفته می‌شود که رفتار و نوع پاسخی که به یک ورودی مشخص خواهد داد به زمان وابسته نباشد. برای نمونه اگر در یک مدار مقاومتی-خازنی ساده، مقادیر مقاومت و خازن نسبت به زمان تغییری نکنند، تشکیل یک سامانه تغییرناپذیر با زمان را می‌دهند به این معنی که پاسخ سیستم به یک آزمایش معین، به تاریخی که آزمایش در آن انجام می‌شود وابسته نخواهد بود. به زبان علمی‌تر اگر {\displaystyle y(t)} پاسخ سیستم به ورودی {\displaystyle x(t)} باشد، آنگاه درصورتی ورودی که با جابه‌جایی زمانی دلخواه {\displaystyle t_{0}} یعنی به‌صورت {\displaystyle x(t-t_{0})} به سامانه اعمال شود، خروجی برابر {\displaystyle y(t-t_{0})} باشد.